# Antineura devia
Antineura devia är en tvåvingeart som först beskrevs av Walker 1861.  Antineura devia ingår i släktet Antineura och familjen bredmunsflugor.
Artens utbredningsområde är Irian Jaya. Inga underarter finns listade i Catalogue of Life.